# ベトナムの工芸村
ベトナムの工芸村（ベトナムのこうげいむら、Làng_nghề_Việt_Nam）

## 解説
工芸村は古い行政単位であり、広義では組織化された生活と独自の慣習がある多くの人々が住む場所を意味する。
工芸村は専門的な職業の村だけでなく、同じ職業の人々が共同体として生活し、仕事を発展させる意味もある。
工芸村の強固な基盤は、共同事業を行い、経済を発展させると同時に、民族のアイデンティティと地域の個性を保持することである。
伝統的な工芸村は、主にハノイ、バクニン、タイビン、ナムディンなどのホン川流域に集中している。
また、少数が高地や中部、南部の沖積平野に点在している。